# Juan Paredes Miranda
Juan Paredes Miranda (n. 29 de enero de 1953; Ciudad de México) es un ex boxeador mexicano que ganó la medalla de bronce en la división de peso pluma masculino (- 57 kg) en los Juegos Olímpicos de Montreal 1976. El peso pluma mexicano venció al brasileño Raimundo Nonato Alvez por decisión unánime, por decisión dividida 3-2 al japonés Yukio Odagiri y al sudcoreano Choongil Choi 3-2. Con el bronce en las manos Paredes cayó en semifinales ante el cubano Ángel Herrera por decisión unánime.